# Dermatite à Paederus

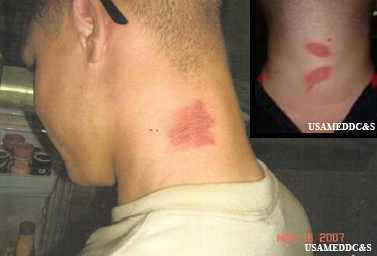
Paederus dermatitis

La dermatite à Paederus est une dermatite de contact résultant du contact avec la peau de l'hémolymphe de certains Staphylinidae, une famille qui comprend le genre Paederus,.  
L'agent actif est communément appelé pédérine, bien que selon les espèces de coléoptères, il puisse s'agir l'une des nombreuses molécules similaires, comme la pédérone et la pseudopédérine.

## Diagnostic et traitement
L'origine de la lésion se trouve dans l'écrasement même partiel d'un de ces insectes sur la peau, lorsque de l'hémolymphe y dépose de la pédérine. Le plus souvent l'insecte écrasé, est poussé linéairement sur le côté pour le faire tomber et la pédérine se déposera sur toute la ligne du trajet de sorte que la lésion aura souvent un aspect linéaire d’où l'autre nom de la dermatite appelée quelquefois « dermatite linéaire ». Une fois que la pédérine est déposée sur la peau au niveau du point de contact de l'insecte, elle peut également se propager ailleurs. On peut trouver des lésions en miroir là où deux zones de la peau entre en contact (par exemple, au pli du coude). Il est fortement recommandé de se laver les mains et la peau avec du savon et l'eau si l'on a eu un contact avec un coléoptère du genre.
Le contact de la pédérine avec la peau ne se traduit pas par un résultat visible immédiatement. Au bout de 12 à 36 heures, toutefois, une éruption rouge (érythème) apparaît, qui se développe en ampoules. Les lésions, dont la formation de croûtes et une desquamation, peuvent durer de deux à trois semaines.
Une étude affirme que le meilleur traitement associe des corticoïdes en application locale avec des antihistaminiques et des antibiotiques per os. Les auteurs supposent que les antibiotiques sont utiles en raison de la possible contamination de la peau par des bactéries productrices de pédérine.

## Localisation et espèces
Trois genres différents de Staphylinidae, tous membres de la même sous-tribu Paederina, peuvent causer une dermatite à Paederus: Paederus, Paederidus et Megalopaederus. La substance irritante appelée pédérine est très toxique, plus toxique que le venin de cobra.
Les principales espèces de Paederus responsables de cette dermatite sont :
- Paederus melampus, trouvée dans l'État indien de Karnataka.
- Paederus brasiliensis, aussi appelée localement « El podo », provoque ces dermatites en Amérique du Sud. Il y a aussi une espèce vénézuélienne,  Paederus columbius[4].
- Paederus fuscipes est probablement le principal agent d'une dermatite linéaire dans le nord de l'Iran[9]. La même espèce provoque également une dermatite linéaire à Taïwan[10].
- Paederus crebinpunctatus et Paederus sabaeus provoquent une dermatite en Afrique de l'Est[11].

Des cas de dermatites à Paederus ont également été signalés en Guinée, France, à Okinawa, en Australie, en Malaisie, au Vietnam et au Sri Lanka. 